# Zawadka Rymanowska
Zawadka Rymanowska est une localité polonaise de la gmina de Dukla, située dans le powiat de Krosno en voïvodie des Basses-Carpates.
En 2021, la localité compte 209 habitants.